# Davide Frattini
Davide Frattini es un exciclista italiano nacido el 6 de agosto de 1978 en Varese,.

## Biografía
Davide Frattini nació en Varese en 1978. Se crio en el seno de una familia amante del ciclismo y donde su padre era director deportivo en un club local. Por lo tanto, desde pequeño, siguió los pasos de sus hermanos Francesco Frattini y Cristiano Frattini, que también fueron ciclsitas profesionales. Al contrario que sus hermanos, empieza en la modalidad de Cyclo-cross. En 2001, después de obtener su grado en óptica, ganó el Baby Giro. Al año siguiente pasó a profesional con el equipo Alessio. En 2004 no continuó debido a que su equipo se fusionó con el equipo Bianchi. Se marchó a Estados Unidos donde se confirmó como especialista del cyclo-cross. En 2010 firmó por el equipo Team Type 1 donde estuvo un año para luego fichar en 2011 por el equipo Unitedhealthcare-Maxxis.

## Palmarés en cyclo-cross
2006-2007
- Chainbiter 8.0 by Benidorm Bikes, Farmington

2007-2008
- Highland Park Cyclo-cross, Nueva Jersey
- USGP of Cyclocross - Mercer Park, Nueva Jersey

2009-2010
- Nittany Lion Cross Fogelsville
- Charm City Cross Baltimore
- North Carolina Grand Prix - Race 2 Hendersonville

2010-2011
- Charm City Cross 1, Baltimore
- Charm City Cross 2, Baltimore
- Toronto International Cyclo-cross 1, Toronto
- Toronto International Cyclo-cross 2, Toronto

## Palmarés en ruta
2001 (como amateur)
- Baby Giro
- 1 etapa de la Vuelta a Navarra

## Resultados en las grandes vueltas
| Carrera         | 2002 | 2003 | 2004 | 2005 | 2006 | 2007 | 2008 | 2009 | 2010 | 2011 | 2012 | 2013 | 2014 | 2015 |
| --------------- | ---- | ---- | ---- | ---- | ---- | ---- | ---- | ---- | ---- | ---- | ---- | ---- | ---- | ---- |
| Giro de Italia  | -    | -    | -    | -    | -    | -    | -    | -    | -    | -    | -    | -    | -    | -    |
| Tour de Francia | -    | -    | -    | -    | -    | -    | -    | -    | -    | -    | -    | -    | -    | -    |
| Vuelta a España | -    | Ab.  | -    | -    | -    | -    | -    | -    | -    | -    | -    | -    | -    | -    |
| Mundial en Ruta | -    | -    | -    | -    | -    | -    | -    | -    | -    | -    | -    | -    | -    | -    |

-: no participa

Ab.: abandono